# Levi Riso
Levi Riso (Catania, 3 luglio 1983) è una regista e sceneggiatrice italiana.

## Biografia
Levi Riso nasce Sebastiano Riso, a Catania, nel 1983. Nel 2007 ha fatto il suo debutto come assistente alla regia (I Viceré) diretto dal regista italiano Roberto Faenza e poi nel 2008 nella serie televisiva Il bambino della domenica e in alcuni episodi di Montalbano (La pista di sabbia e Ali della Sfinge). Nel frattempo, si è laureato presso l'Accademia di belle arti di Roma e ha diretto alcuni cortometraggi.
Nel 2006 è stata aiuto regista ed ha collaborato alla sceneggiatura del cortometraggio La vita di Santa Marinella, con la regia di Elisabetta Villaggio e Carmine Fornari. Sempre nello stesso anno ha scritto e diretto il cortometraggio Free Fly, ambientato in un simulatore di volo Alitalia.
Nel 2007 ha scritto e diretto il cortometraggio Uccal'amma, che è stato selezionato in numerosi festival. Non ha però interrotto il suo percorso di formazione professionale come assistente alla regia, collaborando anche con la fiction RAI Il bambino della domenica, con la regia di Maurizio Zaccaro.
Nel 2014 ha diretto il suo primo lungometraggio Più buio di mezzanotte con Davide Capone, Vincenzo Amato e Micaela Ramazzotti.
Nel 2017 ha diretto il suo secondo film, Una famiglia, con Micaela Ramazzotti, il cantante e attore francese Patrick Bruel e Fortunato Cerlino. Il film è stato presentato in concorso alla 74ª edizione del Festival del Cinema di Venezia.
A settembre 2017 è stata vittima di una violenta aggressione da parte di omofobi che hanno protestato contro il suo film  Una famiglia, che affronta temi come la surrogazione di maternità, la vendita clandestina di bambini a coppie gay, la mancanza di legislazione che permetta alle coppie omosessuali di adottare un bambino.

## Filmografia

### Cinema
- Più buio di mezzanotte (2014)
- Una famiglia (2017)

### Televisione
- Il bambino della domenica (2008)
- La pista di sabbia
- Le ali della sfinge

### Cortometraggi
- Diaconda
- Free Fly
- Uccal'Amma
- Il giorno di san Giovanni
- Il coraggio